# Споменик настрадалима у Балканским и Првом светском рату у Баничини
Споменик настрадалима у Балканским и Првом светском рату у Баничини свечано је откривен 19. маја 1921. године.
У време Балканских и Првог светског рата на бојном пољу погинуло је, од последица рањавања умрло и у заробљеничким логорима настрадало, 88 мештана Баничине. На овом споменику уписани су само они чији су потомци то могли да плате.
На споменику су урезане ове речи:
За време Његовог Величанства Краља Петра Првог споменик подигнут прилозима означеним грађанима заузимањем Милана Говедаровића, (?) Кузмановића, Милића Павловића, Тодора Лазаревића и свештеника А. Илића.